# Wim Westerveld
Wim Westerveld (* 25. Dezember 1961 in Sinderen, Niederlande) ist ein niederländischer Gestalter und Professor für Typografie im Fachgebiet Visuelle Kommunikation an der Kunsthochschule Berlin-Weißensee  (Eigenschreibweise: weißensee kunsthochschule berlin). Von Oktober 2013 bis April 2017 war er Prorektor im Bereich „Studium und Lehre“.

## Biografie
Wim Westerveld studierte von 1980 bis 1985 grafische Gestaltung an der Hochschule der Künste in Arnheim, Niederlande. Während des Studiums arbeitete er mit dem Schriftgestalter Martin Majoor bei URW in Hamburg, wo sie in das erste digitale Schriftsystem Ikarus eingeführt wurden.
Nach dem Studium war er bis 1992 bei zwei großen Amsterdamer Gestaltungsagenturen tätig: „Total Design“ und „BRS Premsela Vonk“. In dieser Zeit unterrichtete er Typografie an der Hochschule der Künste Utrecht.
Von 1992 bis 1999 lebte Wim Westerveld in Berlin und war 1993 Mitgründer der Design-Agentur „deblik“, wo er bis 1996 tätig war. 1996 arbeitete er mit dem Schriftgestalter Lucas de Groot zusammen, 1997 kooperierte er mit dem grafischen Gestalter Matthias Wittig unter dem Namen „fernkopie“ (bis 1999). Ihre Buchgestaltung wurde mehrfach von der „Stiftung Buchkunst“ und „Stichting Best Verzorgde Boeken“ ausgezeichnet.
Von 1999 bis 2008 lebte Wim Westerveld wieder in Amsterdam. Er setzte seine Zusammenarbeit mit Matthias Wittig fort und trat 2002 dem Designstudio „Neon“ als Partner bei (bis 2008).
Seit 1985 arbeitet und lehrt Wim Westerveld als Gestalter im Bereich der Visuellen Kommunikation. Seine Spezialgebiete sind Corporate Design, Informationsdesign, Buchgestaltung, Kultur und Bildung. Er publiziert in Fachbüchern und -zeitschriften.

## Lehrtätigkeiten, (Gast-)Professuren
Von 1989 bis 1993 war Wim Westerveld Dozent für Typografie an der Hogeschool voor de Kunsten Utrecht, von 1990 bis 1993 und von 1997 bis 1999 Gastprofessor an der HdK (heute UdK Berlin). Eine weitere Gastprofessur führte ihn an die Merz-Akademie Stuttgart (1993–1998). Von 2000 bis 2005 war er Mitentwickler und Dozent des Studiengangs Master of Art Editorial Design, Utrecht. Seit 2008 lehrt er als Professor für Typografie an der Kunsthochschule Berlin-Weißensee.

## Gastvorträge, Seminare und Workshops
- 2015: Vortrag „Genealogie der Typografie“ im Exzellenzcluster „Bild Wissen Gestaltung. Ein interdisziplinäres Labor.“[2] (angesiedelt an der Humboldt-Universität zu Berlin)
- 2011: Vortrag „Contemporary book design in Western Europe“ (Press & Publication Congress, Shanghai)
- 2008: Vortrag „niederländische Buchgestaltung“ (58. Arbeitstagung der Herstellungsleiter Irsee)
- 2007: Symposium „Cover Stories“ (BNO, Pakhuis De Zwijger Amsterdam)
- 2007: Vortrag „Sound, Structure, Type“ – über Musik und Typografie (TypoBerlin 2007)
- 2004: Vortrag/Workshop „Methods of book design in The Netherlands“ (Press & Publication Congress, Shanghai)
- 2002: Symposium „Letters“ über Schriftgestaltung (Zoo-Symposium, Amsterdam)
- 2000: „The Street Scene of Dublin“, Amsterdam and Berlin (mit Verena Gerlach, TypoBerlin 2000)
- 1997: „Art or design“ (Design Institute of The Netherlands, Amsterdam)
- 1994: „The typographic languages of a metropolis“ (TCC Sociology Congress, Berlin)
- 1992: „Grafik Design in Holland, neue Tendenzen“ (Fachhochschule für Gestaltung, Wien)·
- 1987: „How to design with and in spite of computers“ (Design ’87, Amsterdam)

## Preise und Auszeichnungen
- 2006: Prämierung „Die schönsten deutschen Bücher 2006“ der Stiftung Buchkunst für „U1, vom Schutzumschlag zum Marketinginstrument“ (Verlag H Schmidt, Mainz)
- 2003: Onderscheiding „Best Verzorgd Boek 2003“ bij de Stichting Best Verzorgde Boeken (NL) für das Typografiebuch „Letters, een bloemlezing over typografie“ (Zoo/Veenman, NL)
- 2000: Prämierung „Die schönsten deutschen Bücher 2000“ der Stiftung Buchkunst für den Katalog „4:3 – 50 Jahre italienisches und deutsches Design“ (Kunst- und Ausstellungshalle der BRD, Bonn)
- 1999: Prämierung „Die schönsten deutschen Bücher 1999“ der Stiftung Buchkunst für den Essayband „Bach, Thema & Variationen“. Ein Lese-Buch zum Konzertprojekt Konzerthaus Berlin (Wallstein Verlag Göttingen)
- 1998: Erster Preis „Die schönsten deutschen Bücher 1998“ der Stiftung Buchkunst für „Tokyo-Berlin“ (Japanisch-Deutsches Zentrum Berlin)
- 1997: Prämierung „Die schönsten deutschen Bücher 1997“ der Stiftung Buchkunst für Jubiläumsbuch „50 Jahre Volk & Wissen“ (Volk & Wissen Verlag Berlin)

## Veröffentlichungen
- 2017: „Genealogie der Typografie“[2] in „Serie und Serialität. Konzepte und Analysen in Gestaltung und Wissenschaft“, Gerhard Scholtz (Hrsg.) (Reimer, Berlin)
- 2006: „U1, vom Schutzumschlag zum Marketinginstrument[3]“ Renate Stefan, Nina Rothfos, Wim Westerveld (Verlag Hermann Schmidt, Mainz)
- 2003–2008: Beiträge über Gestaltung in Vormberichten (bno, Amsterdam)
- 2002: „Letters, een bloemlezing over typografie[4]“ (eine Anthologie über Typografie) (Zoo/Veenman; Eindhoven)
- 2000: Lecturis Documentaire 26: Het straatbeeld van Dublin, Amsterdam & Berlin (Lecturis Verlag, Eindhoven)
- 1993–1999: Monatliche Kolumne in „Vormberichten“ (Zeitschrift der niederländischen Berufsvereinigung für Gestalter BNO, Amsterdam)
- 1990: Typografische Normen in „Typografie. Uitgangspunten, richtlijnen, techniek“ (GOC-uitgeverij Amsterdam)